# Сумароково (Опочецький район)
Сумароково (рос. Сумароково) — присілок в Опочецькому районі Псковської області Російської Федерації.
Населення становить 5 осіб. Входить до складу муніципального утворення Пригородна волость.

## Історія
Від 2015 року входить до складу муніципального утворення Пригородна волость.

## Населення
| 2001 | 2002 | 2010 | 2013 | 2014 | 2015 | 2016 |
| ---- | ---- | ---- | ---- | ---- | ---- | ---- |
| 17   | ↘14  | ↘9   | ↘8   | ↘7   | ↗8   | ↘5   |